# Assiniboine
Il fiume Assiniboine è un fiume del Canada lungo 1.070 km. Nasce nelle pianure del Saskatchewan e scorre attraverso le praterie in direzione sud-est. Entrando nella provincia di Manitoba il suo corso punta verso est fino a raggiungere la città di Winnipeg, dove si getta nel fiume Red River del Nord.
Il fiume prese il suo nome dalle popolazioni indigene che vivevano in questi luoghi: gli indiani Assiniboin.
Per controllare il livello delle acque del fiume, e per evitare inondazioni, nel 1967 venne iniziata la costruzione della diga di Shellmouth, presso l'omonima città del Manitoba, ai confini con il Saskatchewan. La diga fu completata nel 1970 e da allora parte delle acque dell'Assiniboine defluisce nel Manitoba (lago), presso la città di Portage la Prairie.
Stazioni di misurazione dei livelli del fiume esistono sin dal 1913.
Il suo bacino idrografico occupa una superficie di 182000 km² dei quali 160600 km² in Canada. La sua portata è di 45 m³/s

## Affluenti
Tra gli affluenti citiamo:
- Souris
- Birdtail
- Qu'Appelle